# 컴파일 하트
컴파일 하트(株式会社コンパイルハート, Compile Heart)는 2006년 6월 2일 아이디어 팩토리의 자회사로서 설립된 일본의 비디오 게임 개발사이다.

## 게임
- 어스토니시아 스토리
- 블랙캣 (만화)
- 모두 함께~ 타코롱
- 지옥소녀
- 아가레스트 전기
- 마인탐정 네우로
- 도박묵시록 카이지
- 로자리오와 뱀파이어
- 소·라·노·오·토
- 초차원게임 넵튠
- 데이트 어 라이브
- 신차원게임 넵튠 VII
- 신옥탑 메리스켈터
- 4여신 온라인 CYBER DIMENSION NEPTUNE
- 벽람항로